# Col·legi de Comissaris de la Unió Europea
El Col·legi de Comissaris de la Unió Europea és el màxim òrgan intern polític i administratiu de la  Comissió, la institució que a la Unió Europea exerceix la funció executiva, així com el format institucional en el qual es constitueix. Reuneix els 27  Comissaris europeus, incloent-hi el  President i  Vicepresidents de la Comissió. També participa en les seves reunions, amb veu però sense vot, el  Secretari General de la Comissió.
Encara que poden emprar-se tots dos termes sense fer diferència, el Col·legi de Comissaris es diferencia de la Comissió Europea en fer referència exclusivament a l'òrgan polític que integra els comissaris, mentre que aquella pot referir-se també a la institució global, incloent-hi tota l'administració que l'assisteix. El Col·legi de Comissaris pot equiparar-se esquemàticament els  Consells de Ministres o Gabinets nacionals.

## Composició
El Col·legi de Comissaris consta de 28 membres, procedents de cada un dels Estats de la Unió. El Col·legi o Comissió és nomenat per decisió del Consell Europeu, adoptada per majoria qualificada i prèvia investidura del Parlament Europeu obtinguda en un vot d'aprovació conjunta recolzat per la majoria simple de la Cambra. El Col·legi pot cessar de manera conjunta per conclusió del seu mandat quinquennal, per dimissió col·lectiva a instància del seu President, o per l'adopció d'una moció de censura pel Parlament Europeu, aprovada per majoria de dos terços dels seus diputats.
Els Comissaris europeus, que integren el Col·legi, poden classificar-se jeràrquicament d'acord amb el següent esquema:
- el  President de la Comissió, que presideix també el Col·legi;
- els 7 Vicepresidents de la Comissió, que poden alhora separar-se així: 
  - el Primer Vicepresident, d'existència potestativa, podent existir diversos,
  - l'Alt representant de la Unió Europea per a Afers exteriors i Política de Seguretat, que és, amb caràcter consumat, un dels Vicepresidents de la Comissió,
  - 5 altres Vicepresidents que puguin existir per decisió del President;
- els altres Comissaris Europeus que disposin d'una cartera específica o departament;
- els  Comissaris sense cartera (d'existència també facultativa).

## Funcionament
Els comissaris que integren el Col·legi es relacionen entre si basant-se en dos principis de funcionament polític principals, que són consubstancials a la mateixa Comissió Europea: 
- el principi de col·legialitat, de conformitat amb el qual tots els membres de la Comissió responen solidàriament de les polítiques desplegades i de les decisions adoptades al Col·legi de Comissaris, en un esperit de lleialtat institucional;
- el principi de jerarquia interna, que ordena als comissaris segons el seu nivell a la cadena de comandament i protocol.

Existeixen dues regles més, que defineixen les relacions funcionals que regeixen entre els comissaris i els seus departaments amb els altres membres del Col·legi: 
- el principi presidencial,[3] què reserva al President de la Comissió les funcions d'orientació política, organització funcional i direcció administrativa de la Comissió i dels membres del Col·legi;
- l'principi d'eficàcia, de conformitat amb la qual les decisions adoptades pel Col·legi a l'exercici de les seves funcions han de preparar-se, presentar-se i aplicar-se pels comissaris i mitjançant els procediments que maximitzin el rendiment i minimitzin el cost de l'activitat;
- el principi de desconcentració funcional, que promou la delegació d'aquelles funcions del Col·legi que puguin ser assumides o executades millor per qualsevol dels seus membres o pels serveis que l'ho assisteixen.

La responsabilitat política del Col·legi de Comissaris s'exerceix, de manera conjunta i solidària, davant el Parlament Europeu, deixant de banda la responsabilitat individual que pugui correspondre a cada un dels seus membres per les decisions adoptades individualment com a Comissari durant el seu mandat. Aquesta clàusula de responsabilitat política, junt amb la possibilitat contemplada pels Tractats de Roma d'una moció de censura contra la Comissió, ha determinat que molts estudiosos del  Dret de la Unió Europea parlin de la progressiva imposició al sistema polític de la Unió d'una lògica típicament parlamentària, o principi parlamenari.
El Col·legi de Comissaris es troba permanentment assistit per la  Secretaria General de la Comissió, integrada en l'estructura orgànica de l'Oficina del President.

### Les carteres
Es denominen carteres a la Comissió Europea a les àrees de responsabilitat política que el  President assigna a cada un dels  Comissaris durant la formació del Col·legi o al llarg del seu mandat pel mig de remodelatges.
Es considera convencional que un comissari té encomanada la gestió o portada d'una cartera pròpia quan el President adscriu o vincula al mandat polític d'aquell la dependència d'una o diverses direccions generals o serveis, com es coneix els departaments de la Comissió Europea.
En cas contrari es tractaria d'un comissari sense cartera, previsiblement subjecte o associat a un comissari amb cartera. Aquesta situació no s'ha donat des que va concloura el mandat de la Comissió Prodi l'any 2004. A l'actual Comissió Barroso II cadascun dels 27 comissari té encomanada una cartera; set d'ells ostenten a més a més el rang de vicepresidents.

## Llista de membres del Col·legi de Comissaris Barroso II
Llegenda: [     ] Centreesquerra (PSE) - [     ] liberal (ELDR) - [     ] centredreta (PPE)
| Cartera                                                                               | Comissari             | Estat de procedència | Partit polític                                      | Foto                  |
| ------------------------------------------------------------------------------------- | --------------------- | -------------------- | --------------------------------------------------- | --------------------- |
| President                                                                             | José Manuel Barroso   | Portugal             | PPE Nacional: PSD                                   | José Manuel Barroso   |
| Primera Vicepresidenta; Alta Representant per a Afers Exteriors                       | Catherine Ashton      | Regne Unit           | PES Nacional: Labour                                | Catherine Ashton      |
| Primera Vicepresidenta; Comissari Europeu de Justícia, Drets Fonamentals i Ciutadania | Viviane Reding        | Luxemburg            | PPE Nacional: CSV                                   | Viviane Reding        |
| Vicepresident; Comissari Europeu de la Competència                                    | Joaquín Almunia       | Espanya              | PES Nacional: PSOE                                  | Joaquín Almunia       |
| Vicepresident; Comissari Europeu de Transport                                         | Siim Kallas           | Estònia              | ELDR Nacional: ER                                   | Siim Kallas           |
| Vicepresidenta Comissària europea de l' Agenda Digital                                | Neelie Kroes          | Països Baixos        | ELDR Nacional: VVD                                  | Neelie Kroes          |
| Vicepresident Comissari Europeu d'Indústria i Esperit Empresarial                     | Antonio Tajani        | Itàlia               | PPE Nacional: PDL                                   | Antonio Tajani        |
| Vicepresident Comissari Europeu de Relacions Interinstitucionals i Administració      | Maroš Šefčovič        | Eslovàquia           | PES Nacional: Smer                                  | Maroš Šefčovič        |
| Comissari Europeu de Medi Ambient                                                     | Janez Potočnik        | Eslovènia            | ELDR Nacional: Democràcia Liberal d'Eslovènia (LDS) | Janez Potočnik        |
| Comissari Europeu d'Assumptes Econòmics i Monetaris                                   | Olli Rehn             | Finlàndia            | ELDR Nacional: Keskusta                             | Olli Rehn             |
| Comissari Europeu de Desenvolupament                                                  | Andris Piebalgs       | Letònia              | PPE Nacional: Partit de la Nova Era (JL)            | Andris Piebalgs       |
| Comissari Europeu del Mercat Interior i Serveis                                       | Michel Barnier        | França               | PPE Nacional: UMP                                   | Michel Barnier        |
| Comissaria Europea d'Educació, Cultura, Multilingüisme i Joventut                     | Andrul·la Vassiliu    | Xipre                | ELDR Nacional: ΔΚ                                   | Andrul·la Vassiliu    |
| Comissari Europeu de Fiscalitat, Unió Duanera, Auditoria i Lluita contra el frau      | Algirdas Šemeta       | Lituània             | PPE Nacional:                                       |                       |
| Comissari Europeu de Comerç                                                           | Karel De Gucht        | Bèlgica              | ELDR Nacional: Liberals i Demòcrates Flamencs (VLD) | Karel De Gucht        |
| Comissari Europeu de Salut i Protecció del Consumidor                                 | John Dalli            | Malta                | PPE Nacional: PN                                    | John Dalli            |
| Comissaria Europea de Recerca, Innovació i Ciència                                    | Máire Geoghegan-Quinn | Irlanda              | ELDR Nacional: FF                                   | Máire Geoghegan-Quinn |
| Comissari Europeu de Programació Financera i Pressupostos                             | Janusz Lewandowski    | Polònia              | PPE Nacional: PO                                    | Janusz Lewandowski    |
| Comissaria Europea d'Assumptes Pesquers i Marítims                                    | Maria Damanaki        | Grècia               | PES Nacional: ΠΑΣΟΚ                                 |                       |
| Comissaria Europea de Desenvolupament                                                 | Kristalina Georgieva  | Bulgària             | Independient Nacional: proposta per ГЕРБ (PPE)      | Kristalina Georgieva  |
| Comissari Europeu d'Energia                                                           | Günther Oettinger     | Alemanya             | Partit Popular Europeu Nacional: CDU                | Günther Oettinger     |
| Comissari Europeu de Política Regional                                                | Johannes Hahn         | Àustria              | PPE Nacional: ÖVP                                   | Johannes Hahn         |
| Comissaria europea per al Canvi Climàtic                                              | Connie Hedegaard      | Dinamarca            | PPE Nacional: KFP                                   | Connie Hedegaard      |
| Comissari Europeu d'Ampliació i Política Europea de Veïnatge                          | Štefan Füle           | República Txeca      | PES Nacional: ČSSD                                  | Štefan Füle           |
| Comissari Europeu de Treball, Assumptes Socials i Integració                          | László Andor          | Hongria              | PES Nacional: MSZP                                  | László Andor          |
| Comissaria europea d'Afers d'Interior                                                 | Cecilia Malmström     | Suècia               | ELDR Nacional: FP                                   | Cecilia Malmström     |
| Comissari Europeu d'Agricultura i Desenvolupament Rural                               | Dacian Cioloş         | Romania              | Independient Nacional: proposat pel PD-L (PPE       |                       |